# Santa Fe de Mondújar
Pour les articles homonymes, voir Santa Fe.
Santa Fe de Mondújar est une commune de la province d'Almería, Andalousie, en Espagne.

## Géographie

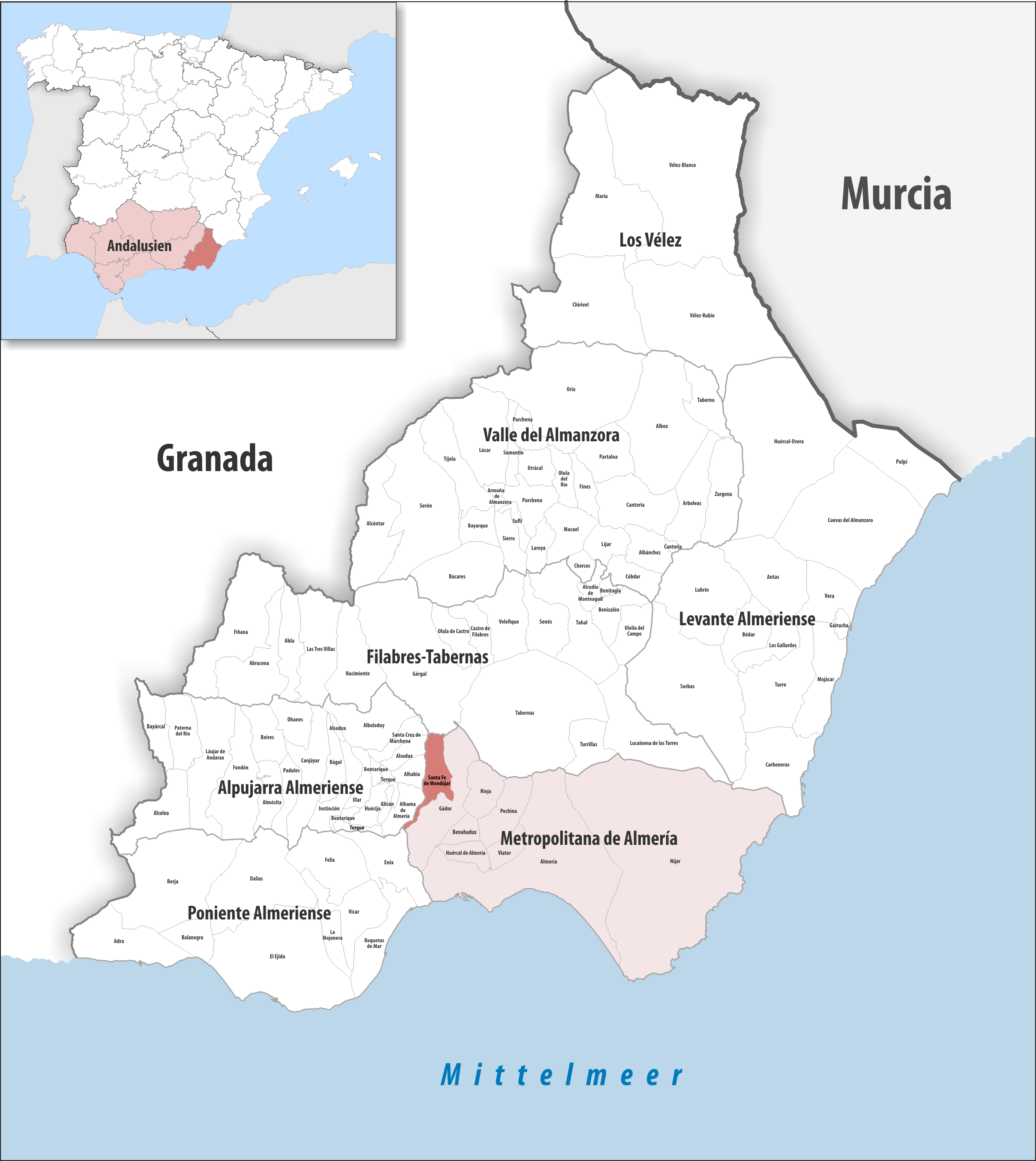
Santa Fe de Mondújar dans la comarque d'Almería, province d'Almería / en Andalousie

### Localisation
La commune de Santa Fe de Mondújar se trouve dans le sud-est de la province d'Almería et l'est de la comarque métropolitaine d'Almería.
Almería est à 22 km sud-sud-est ;
Malaga à 222 km ouest ;
Madrid à 532 km nord ;
Gibraltar à 360 km ouest-sud-ouest (distances par route).

### Généralités
La commune, qui s'étire en longueur plus ou moins dans le sens nord-sud, est traversée d'ouest en est par le fleuve Andarax.
La voie ferrée Linares - Alméria la traverse du nord au sud jusqu'à l'Andarax.

## Histoire
Le site archéologique de Los Millares est un haut-lieu de l'âge du cuivre espagnol. Il a donné son nom à la culture de Los Millares (es), qui s'étendait de la Murcie jusqu'au sud du Portugal en passant par l'Andalousie.
Après la prise de Grenade (1492) le roi Abdellah (Boabdil) perd son épouse Morayma. Elle sera enterrée à la mosquée de Mondújar à côté des rois nasrides. Le roi laissa quelques biens aux fukahas (religieux) de la cité pour des prières deux fois par semaine[réf. nécessaire].